# Добровольне (Куртамиський округ)
Доброво́льне (рос. Добровольное) — присілок у складі Куртамиського округу Курганської області, Росія.
Населення — 112 осіб (2010, 142 у 2002).
Національний склад станом на 2002 рік:
- росіяни — 62 %
- казахи — 36 %